# (27974) Drejsl
(27974) Drejsl (1997 UH) – planetoida z grupy pasa głównego asteroid okrążająca Słońce w ciągu 4,27 lat w średniej odległości 2,63 j.a. Odkryta 19 października 1997 roku.